# Хоутерманс, Фридрих Георг
Фри́дрих Гео́рг Хо́утерманс, (нем. Friedrich Georg Houtermans, 22 января 1903, Сопот, Восточная Пруссия — 1 марта 1966) — немецкий учёный (специалист по ядерной физике и космохимии) нидерландского происхождения, работавший в Германии, Швейцарии и СССР.

## Молодость
Начал учёбу в Гёттингенском университете Георга-Августа в 1921 г., где в 1927 году защитил докторскую диссертацию под руководством Джеймса Франка. Затем в 1932 г. получил степень хабилитированного доктора под руководством Густава Герца в Берлинской высшей технической школе. Ещё в ходе работы Хоутерманса над докторской диссертацией Герц и Франк удостоились в 1925 г. Нобелевской премии по физике.
Обучаясь в Гёттингене, Хоутерманс познакомился с Энрико Ферми, Георгием Гамовым, Вернером Гейзенбергом, Вольфгангом Паули и Виктором Фредериком Вайскопфом. Хоутерманс и Гамов провели пионерские исследования по квантовому туннелированию в 1928 г. В следующем году Хоутерманс и Роберт Аткинсон провели первые расчёты звёздных термоядерных реакций.
В 1929 году Хоутерманс и Аткинсон сформулировали гипотезу о том, что в основе реакции превращения водорода в гелий, которая является источником энергии звёзд, лежит квантовомеханический туннельный механизм проникновения частиц сквозь потенциальный барьер, по аналогии с теорией туннелирования альфа-частиц сквозь потенциальный барьер, разработанной Д.Гамовым (1928). Ознакомившись с теорией альфа-распада атомного ядра Д.Гамова во время беседы с ним в Копенгагене в 1928 году, Хоутерманс и Аткинсон по аналогии перенесли эффект туннелирования частиц из области атомных ядер в область астрофизики. При этом учёные использовали в своих расчетах ядерных реакций принцип неопределенности Гейзенберга так же, как в свое время Гамов использовал этот принцип при расчетах энергии альфа-частиц, вылетающих из атомного ядра.
На расчётах Хоутерманса и Аткинсона основывались Карл Фридрих фон Вайцзекер и Ханс Бете, которые в 1939 году предложили признанную ныне теорию генерации звёздной термоядерной энергии.
В 1927 году, когда Хоутерманс получил докторскую степень, они с Робертом Оппенгеймером соперничали за руку и сердце Шарлотты Рифеншталь, которая получила степень тогда же. Во время физической конференции на грузинском курорте Батуми в августе 1930 г. Хоутерманс и Рифеншталь заключили брак в Тбилиси, при этом Вольфганг Паули и Рудольф Пайерлс выступали свидетелями на церемонии. (три других источника указывают, что брак был заключён в 1931 г.))
В 1932—1933 гг. Хоутерманс преподавал в Берлинской высшей технической школе и был ассистентом Герца. Там он познакомился с такими учёными, как Патрик Блэкетт, Макс фон Лауэ и Лео Силард.

## Коммунистический период
С 1920-х гг. Хоутерманс был членом Компартии Германии. После прихода к власти нацистов его жена настояла на том, чтобы их семья покинула Германию. Первоначально они отправились в Великобританию, где поселились около Кембриджа и работали в телевизионной лаборатории фирмы EMI (Electrical and Musical Instruments, Ltd.). В 1935 г. Хоутерманс эмигрировал в СССР по предложению Александра Вайсберга, который эмигрировал туда ранее, в 1931 г. Хоутерманс принял предложение о работе в Харьковском физико-техническом институте и работал там в течение двух лет вместе с физиком Валентином Фоминым. В декабре 1937 г. Хоутерманс был арестован (т. н. «дело УФТИ»), подвергнут пыткам, оговорил себя в том, что был «троцкистом» и «немецким шпионом», чтобы спасти Шарлотту, не зная, что ей удалось уехать сначала в Данию, затем в Великобританию и потом в США.

## Сотрудничество с нацистским режимом
После заключения Договорa о ненападении между Германией и Советским Союзом в августе 1939 г. Хоутерманс был передан Советским Союзом гестапо в мае 1940 г. и помещён в тюрьму в Берлине. Благодаря усилиям М. фон Лауэ, Хоутерманса освободили в августе 1940 г., после чего он поступил на работу в исследовательскую лабораторию электронной физики, — частную лабораторию Манфреда фон Арденне в Лихтерфельде, пригороде Берлина.
После нападения Германии на СССР Хоутерманс в 1942 г. по поручению германского командования приехал в Харьков, где занимался описью научного оборудования и поиском специалистов.
В лаборатории Манфреда фон Арденне Хоутерманс смог доказать, что изотопы трансурановых элементов, такие как нептуний и плутоний, могут быть использованы как ядерное топливо вместо урана. Из Швейцарии Хоутерманс отправил телеграмму Юджину Вигнеру с текстом: «Поторопись. Мы на правильном пути.»
В 1944 г. Хоутерманс получил должность ядерного физика в Имперском физико-техническом управлении. Работая там, он стал участником серьёзного происшествия из-за своей маниакальной привязанности к курению. На официальной бумаге управления он написал письмо дрезденскому производителю сигарет с заказом на 1 кг македонского табака, утверждая, что табак имел «военное значение». Выкурив его, он заказал ещё, однако письмо попало в руки должностного лица управления, которое уволило его. Вернер Гейзенберг и Карл Фридрих фон Вайцзекер пришли ему на помощь, организовав для него встречу с Вальтером Герлахом, уполномоченным по ядерным исследованиям Имперской исследовательской комиссии. В результате в 1945 г. Хоутерманс переехал в Гёттинген, где Ханс Копферман и Рихард Беккер нашли ему должности в Институте теоретической физики и 2-м физическом институте Гёттингенского университета. И. Б. Хриплович утверждает, что история с табаком произошла ранее, в лаборатории Манфреда фон Арденне.

## Послевоенная карьера
Сокамерником Хоутерманса во время заключения в СССР был историк из Киевского университета Константин Штеппа. После войны они опубликовали книгу о сталинских репрессиях, однако под псевдонимами, чтобы не подвергать риску своих советских знакомых.
С 1952 г. Хоутерманс занимал должность ординарного профессора физики в Бернском университете. Во время своей работы в Швейцарии основал всемирно известную Бернскую школу, которая изучила эффект радиоактивности в астрофизике, космохимии и геологических науках.

## Личная жизнь
Хоутерманс был женат 4 раза. В первый и третий раз он был женат на Шарлотте фон Рифеншталь; в браке родились дочь Джованна (Берлин, 1932) и сын Ян (Харьков, 1935). В первый раз брак был расторгнут по принуждению нацистов в 1943 г. в связи с выходом нового закона (в это время Шарлотта находилась в США). В феврале 1944 г. Хоутерманс женился на инженере-химике докторе Ильзе Барц; они сотрудничали во время войны и опубликовали совместную работу «Ядерный фотоэффект в бериллии». В этом браке родилось трое детей — Питер, Эльза и Корнелия. В августе 1953 г., вновь в присутствии Паули как свидетеля, вновь был заключён брак с Шарлоттой Хоутерманс, который распался уже через несколько месяцев. В 1955 г. Хоутерманс женился на Лоре Мюллер, сестре его сводного брата Ханса; на церемонии свадьбы присутствовала её 4-летняя дочь от первого брака. В этом браке в 1956 г. родился сын Хендрик.
Хоутерманс умер от рака лёгких 1 марта 1966 г.

## Избранные сочинения
- Beck, F. and Godin, W. «Russian Purge and the Extraction of Confession» (Hurst and Blackett, 1951). (книга опубликована под псевдонимами — её подлинными авторами были Хоутерманс и Константин Штеппа).[29]
- Houtermans, F.G. «Über ein neues Verfahren zur Durchführung chemischer Altersbestimmungen nach der Blei-Methode» (Springer, 1951)
- Houtermans, Fritz «Publikationen von Friedrich Georg Houtermans aus den Jahren 1926—1950» (Zusammengestellt im Physikalischen Institut Universität Bern, 1955)
- Geiss, J. and Голдберг, Эдвард[англ.] and F. G. Houtermans «Earth Science and Meteoritics — dedicated to F. G. Houtermans on his sixtieth birthday F.G. Houtermans» (North Holland, 1963)